# Гутисько (Лежайський повіт)
Гутисько (пол. Hucisko) — село на Закерзонні, у Польщі, у гміні Лежайськ Лежайського повіту Підкарпатського воєводства (українська етнічна територія Надсяння). Населення — 783 особи (2011).

## Історія
Після анексії поляками Галичини в 1434 р. півтисячоліття лівобережне Надсяння піддавалось інтенсивній латинізації та полонізації. У 1831 р. в селі було 11 греко-католиків, які належали до парафії Лежайськ Каньчузького деканату Перемишльської єпархії. На той час унаслідок насильної асиміляції українці західного Надсяння опинилися в меншості.
Відповідно до «Географічного словника Королівства Польського» в 1882 р. село знаходилось у Ланьцутському повіті Королівства Галичини та Володимирії, було 477 мешканців.
Востаннє українці-грекокатолики (двоє парафіян) у селі фіксуються в шематизмі 1914 р..
У міжвоєнний період село входило до Ланьцутського повіту Львівського воєводства, гміна Єльна.

## Демографія
Демографічна структура станом на 31 березня 2011 року:
|          | Загалом | Допрацездатний вік | Працездатний вік | Постпрацездатний вік |
| -------- | ------- | ------------------ | ---------------- | -------------------- |
| Чоловіки | 416     | 102                | 275              | 39                   |
| Жінки    | 367     | 69                 | 220              | 78                   |
| Разом    | 783     | 171                | 495              | 117                  |